# 源氏供養
源氏供養（げんじくよう）とは、源氏物語およびその作者紫式部を供養するという、日本の中世に見られた文化である。
また、それを題材にした「源氏供養」という題の作品が、能を始め、いくつかある。それらについても解説する。

## 概要
源氏供養は、紫式部の亡霊が「『源氏物語』に狂言綺語を記して好色を説いた罪で地獄に落ちた」と告げたことから、その苦を救うとともに読者の罪障をも消滅させるために、法華経二十八品を各人が一品ずつ写経して供養した法会である。
源氏供養の由来は、仏教において、架空の物語を作ることは、「嘘をついてはいけない」という五戒の1つ「不妄語戒」に反する、とする当時の思想である。
(源氏)物語に耽溺した事を反省し、代わって仏道にいそしむ姿は1060年ころ著された更級日記の中にすでに現れているが、源氏供養の具体的な行為としては『宝物集』などに現れており、治承（1177年から1180年）・文治（1185年から1189年）のころに始まったとされる。「源氏見ざる歌詠みは遺恨の事なり」と述べて歌作りにおいて源氏物語を重要視した藤原俊成の妻であり、また源氏物語の証本「青表紙本」を作り上げた藤原定家の母である美福門院加賀によって行われた記録が残されるなど、中世には実際に何度か行われている。全般には実態を伝える史料は限られている。

## 源氏供養を題材とした作品
源氏供養を題材にした、作者不詳の物語がある。鎌倉時代の成立とされる。写本により『源氏供養』（東海大学図書館桃園文庫蔵本）、『源氏供養草子』（宮内庁書陵部蔵本）、『源氏物語表白』（宮内庁書陵部蔵本）などの異なった表題を持つ。
内容は、高僧が長年源氏物語に耽溺したため仏の教えに専心出来ないとする女人の依頼により供養する、というもの。

### 能楽
行為としての源氏供養を題材とした能楽作品「源氏供養」がある。「紫式部」とも呼ばれる。
『葵上』、『野宮』など、源氏物語作中の出来事に取材した一連の能楽作品とは異なり、作者である紫式部を題材とする。聖覚の作と伝えられる『源氏物語表白』をもとに構成されている。
作者については世阿弥説、河上神主説（以上『能本作者註文』）、金春禅竹説（『二百十番謡目録』）がある。豊臣秀吉は能楽の中で特にこの源氏供養を好み、1592年（文禄元年）から1593年（文禄2年）にかけて自ら7回舞った記録が残っている。

#### 作品構成
前段、安居院法印の名のりから石山寺への道行き、紫式部の霊との出会いがあり、石山寺門前の者との問答ののち後段にうつる。法印が石山寺の境内で源氏物語の供養をしていると、紫式部がありし日の姿で現れる。供養によって紫式部が観世音菩薩の化身であったとあかされ能は終る。序の舞は舞われず、源氏物語を読み込んだ長大な「クセ」があるという、三番目物としては異例な形をとる。
以下、弱い強調(通常の環境では斜体)部分は、謡曲本文の引用である。引用はおもに『謡曲大観』によるが、漢字、句読点等は適宜改めた。

#### 前段
【登場人物】
- 前シテ - 里の女（紫式部の霊）
- ワキ - 安居院法印
- ワキヅレ - 従僧（2人）

供の僧を連れた安居院法印が登場、石山寺の観世音菩薩を信仰していること、これから石山寺に参詣することを述べる。一行は辛崎（唐崎）のあたりで里の女に呼びとめられる。女は自分が紫式部の霊であることを匂わせ、「かの源氏につひに供養をせざりし科（とが）により 成仏できないでいる。どうか弔ってほしい。」と述べる。安居院法印は供養を約束し、女は石山寺で会おうといって消えうせる。

#### 間狂言
【登場人物】
- アイ - 石山寺門前の住人
- ワキ - 安居院法印
- ワキヅレ - 従僧（2人）

石山寺門前の住人が法印をみつけて、見慣れない方々だがどなたかと問う。法印は自分の身分を述べ、紫式部のことを語ってくれないかと頼む。住人の言うには「紫式部は越中守（史実では越前守）為時の娘、上東門院に仕え、新しき物語を創れと命ぜられてこの石山寺に参籠し、祈願のうえ霊感を得て、まず須磨明石の巻から書き始めました。そののち罪障消滅のため、大般若一部六十巻を自ら書いて納経しました。」とのことである。住人は「ところで、なぜそのようなことをお尋ねになるのです？」と問う。法印は「さきほど若き女性から源氏供養のことを頼まれたのだ」と答えると、住人は「あなた様の貴さを見て式部が言葉を交わしにあらわれたのでしょう。」という。法印一行は、石山寺にて弔いをする。

#### 後段
【登場人物】
- 後シテ - 紫式部の霊
- ワキ - 安居院法印
- ワキヅレ - 従僧（二人）

夜もふけてなお法印たちが供養をおこなっていると、紫の長絹（衣）に緋の大口（袴）姿の女性があらわれ、法印の「紫式部にましますか」という問いに「恥ずかしながらあらわれました」と答える。そして「ありがたいお弔いになんの布施をすればよいでしょう」と感謝の言葉を述べると、法印は「布施などは思いのほか。ただ舞ってください」と言葉をかける。紫式部は手にもっていた願文を法印にわたす。法印たちはその願文を読む。地謡が「そもそも桐壺の、ゆふべの煙速やかに、法性の空に至り、帚木の夜の言の葉は…」と源氏物語の巻名を順に読み込んだ謡を歌い、紫式部はこれにあわせて舞う。「夢の浮橋をうち渡り、身の来迎を願ふべし…」と舞い納め、最後は地謡によって紫式部が実は石山の観世音菩薩であることが明かされ「思へば夢の浮橋も、夢のあひだの言葉なり夢のあひだの言葉なり」という詞章で能は終る。

### 浄瑠璃
近松門左衛門によるとされてきた浄瑠璃。『江州石山源氏供養』とも呼ばれる。1676年（延宝4年）5月、近松が24歳のときの作品とされて『近松全集』などにも収録されてきたが、近松作とすることには近年異論が出されている。西尾市立図書館所蔵本などが翻刻されている。

### 三島由紀夫の戯曲
三島由紀夫の戯曲『源氏供養』。光源氏を思わせる、54人の女から次々と愛された絶世の美男「藤倉光」を主人公とする源氏物語を思わせる小説「春の潮」と、その作者である紫式部を思わせる若くして未亡人となった後小説家になった「野添紫」が登場する。
1962年（昭和37年）に「文藝」復刊3号（河出書房新社）で発表。当初全8作として発表された近代能楽集の9作目として発表されたが、後に「廃曲」として三島自身によって除かれた。このため、三島の生前には単行本への収録も雑誌などへの再録もなく、また上演されることもなかった。しかし三島の死後、1981年（昭和56年）7月7日から15日に東京・国立劇場小劇場において演出吉田喜重、出演真帆志ぶき、嵐市太郎、堀内正美、臼井裕二、渡辺喜夫ほかにより上演された。
後に、「三島由紀夫全集23」（新潮社、1974年（昭和49年）11月）、「三島由紀夫戯曲全集下」（新潮社、1991年（平成3年）9月）、「批評集成・源氏物語4」（ゆまに書房、1999年（平成11年）5月）、「決定版 三島由紀夫全集第23巻・戯曲3」（新潮社、2002年（平成14年）10月10日）などに収録されている。初出誌以外のテキストがないため、死後に出版された全集などでも他の作品に対しては行われているような初出誌と単行本収録版や文庫掲載版との差異を示すといった本文校訂は一切行われていない。

### 橋本治のエッセイ
『窯変 源氏物語』の著者である橋本治によるエッセイ。『婦人公論』1991年3月号から1994年2月号にかけて掲載された。橋本治が『源氏物語』の現代語訳にかけて経験したことや考察したことなどをもとにしたエッセイで、全103編から成る。1993年（平成5年）から1994年（平成6年）にかけて上下2巻で中央公論新社から刊行され、のち1996年（平成8年）に上下2巻で中公文庫に収録された。書籍化にあたって附記が追加されている（下巻に収録）。